# Dolores Hope
Dolores Hope (27. maj 1909 – 19. september 2011) var en amerikansk sangerinde som var gift med skuespilleren Bob Hope.